# Jerzy Łoś (polityk)
Jerzy Jan Łoś (ur. 17 stycznia 1928 w Końskich, zm. 23 kwietnia 2013 tamże) – polski formierz i działacz partyjny, poseł na Sejm PRL VI kadencji.

## Życiorys
Syn Stefana i Leokadii. Uzyskał wykształcenie podstawowe. Podczas wojny wywieziono go do Niemiec na roboty przymusowe. Od 1946 był formierzem zalewaczem w Koneckich Zakładach Odlewniczych. Ukończywszy w 1952 szkołę partyjną i skierowano go do pracy w Państwowym Ośrodku Maszynowym w Jedlance, gdzie został kierownikiem wydziału politycznego. W 1953 ukończył kurs kierowników wydziału politycznego oraz podjął pracę w POM w Wielkiej Woli. Zasiadał również w plenum i egzekutywie Komitetu Powiatowego Polskiej Zjednoczonej Partii Robotniczej w Opocznie. W 1957 ponownie podjął pracę w Koneckich Zakładach Odlewniczych. W 1967 ukończył kurs mistrzowski i objął funkcję brygadzisty na wydziale odlewni. Został także sekretarzem oddziałowej organizacji partyjnej PZPR. Był delegatem na V i VI zjazd partii, wszedł również w skład jej Komitetu Wojewódzkiego. W 1972 uzyskał mandat posła na Sejm PRL w okręgu Końskie. Zasiadał w Komisji Przemysłu Ciężkiego i Maszynowego.
Został pochowany na cmentarzu parafialnym w Końskich.

## Odznaczenia
- Srebrny Krzyż Zasługi
- Odznaka „10 Lat w Służbie Narodu”